# Enrico Lorenzetti

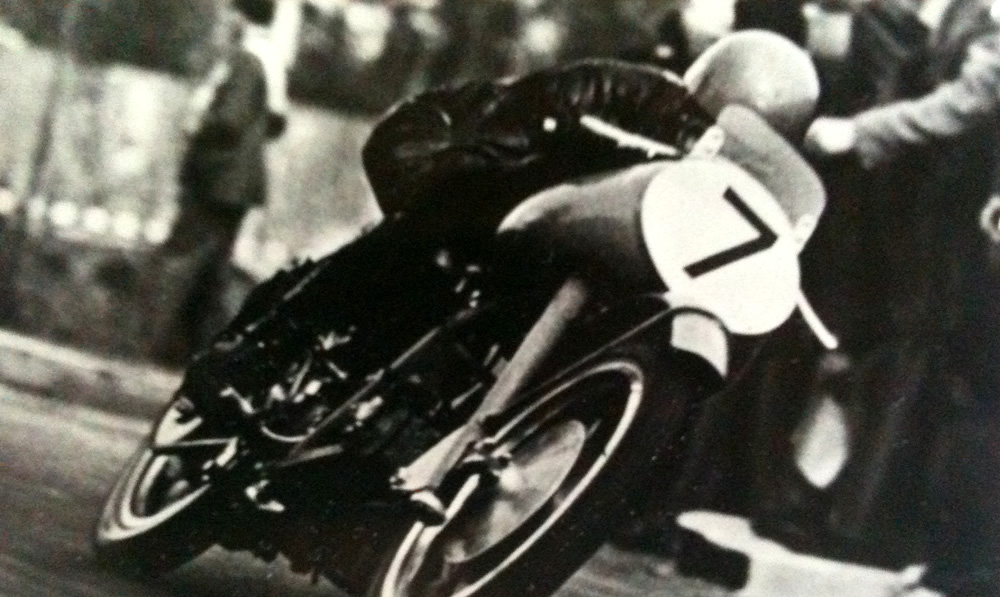
Enrico Lorenzetti 1952 auf 250-cm³-Moto-Guzzi

Enrico Lorenzetti (* 4. Januar 1911 in Rom; † 8. August 1989) war ein italienischer Motorradrennfahrer.
In der Saison 1952 gewann er mit Moto Guzzi den Weltmeistertitel in der 250-cm³-Klasse der Motorrad-Weltmeisterschaft.

## Karriere
Enrico Lorenzetti startete nach dem Zweiten Weltkrieg als Werksfahrer für Moto Guzzi. Im Jahr 1948 gewann er die im Rahmen des Ulster Grand Prix auf dem Clady Circuit in Nordirland ausgetragene Motorrad-Europameisterschaft in der 500-cm³-Klasse.
Seine Karriere in der Motorrad-Weltmeisterschaft begann Lorenzetti im Premierenjahr 1949 in der 500-cm³-Klasse ebenfalls auf Moto Guzzi. Sein erster Grand-Prix-Sieg gelang ihm in Monza beim Großen Preis der Nationen im Jahr 1951 in der 250er-Klasse.
Zwei Wochen zuvor, am 15. August 1951 war es im Training zum Ulster Grand Prix zu einem schweren Unfall gekommen, bei dem Lorenzettis Teamkollegen Gianni Leoni und Sante Geminiani tödlich verunglückt waren. Die drei Moto-Guzzi-Werksfahrer umrundeten im Training der Viertelliterklasse nahe beisammenliegend den etwa 16,5 Meilen langen Clady Circuit. Nach einigen Runden fuhren Geminiani und Lorenzetti unbemerkt von Leoni in die Box, um ihre Maschinen zu tauschen. Nach etwa vier Kilometern Alleinfahrt fiel Leoni das Fehlen seiner Teamgefährten auf und der Italiener beschloss, wahrscheinlich in Sorge, dass ein Unfall passiert sein könnte, umzukehren und befuhr die Strecke in falscher Richtung. Währenddessen hatten Geminiani und Lorenzetti die Box wieder verlassen und befanden sich in voller Fahrt auf der Strecke. Die beiden waren nicht auf den entgegenkommenden Fahrer gefasst, weshalb ein Zusammenstoß unvermeidlich war. Gianni Leoni und Sante Geminiani versuchten wahrscheinlich beide noch auszuweichen, fuhren dabei aber in dieselbe Richtung und stießen mit einer Geschwindigkeit von etwa 100 Kilometer pro Stunde mit ihren Köpfen zusammen. Geminiani wurde etwa 40 Meter durch die Luft geschleudert und war auf der Stelle tot. Leoni stand einen Moment nach dem Unfall wieder auf, brach dann aber bewusstlos zusammen und verstarb noch am selben Tag in einem Krankenhaus in Belfast. Enrico Lorenzetti, der etwa 100 Meter hinter Geminiani fuhr, konnte noch abbremsen und fuhr nur mit geringer Geschwindigkeit in die Unfallstelle. Er kam mit leichten Verletzungen davon. Trotz dieses Unfalls zog sich das Moto-Guzzi-Team nicht vom Grand Prix zurück. Am folgenden Tag gewann der Werksfahrer Bruno Ruffo das 250-cm³-Rennen um den Ulster Grand Prix.
In der Saison 1952 konnte Enrico Lorenzetti den größten Erfolg seiner Karriere feiern. Er gewann mit zwei Siegen aus fünf bestrittenen Rennen den Weltmeistertitel in der 250-cm³-Klasse, knapp vor seinem Teamkollegen, dem Briten Fergus Anderson. Im folgenden Jahr wurde Lorenzetti hinter Anderson Vizeweltmeister in der 350er-Klasse.
Enrico Lorenzetti beendete seine aktive Laufbahn in der Weltmeisterschaft am Ende der Saison 1957. Er bestritt in seiner Karriere insgesamt 35 Grand-Prix-Rennen, startete ausschließlich auf Moto Guzzi und konnte sieben Siege und insgesamt 21 Podiumsplatzierungen feiern.

## Statistik

### Erfolge
- 250-cm³-Weltmeister auf Moto Guzzi: 1952
- 350-cm³-Vize-Weltmeister auf Moto Guzzi: 1953
- 500-cm³-Europameister auf Moto Guzzi: 1948
- Italienischer 500-cm³-Meister auf Moto Guzzi: 1949
- Italienischer 250-cm³-Meister auf Moto Guzzi: 1948, 1952, 1953, 1954
- 7 Grand-Prix-Siege

### In der Motorrad-Weltmeisterschaft
| Saison | Klasse  | Ergebnis    | Maschine   | Siege |
| ------ | ------- | ----------- | ---------- | ----- |
| 1949   | 500 cm³ | 8.          | Moto Guzzi | 0     |
| 1951   | 250 cm³ | 4.          | Moto Guzzi | 1     |
| 1951   | 500 cm³ | 8.          | Moto Guzzi | 0     |
| 1952   | 250 cm³ | Weltmeister | Moto Guzzi | 2     |
| 1953   | 250 cm³ | 4.          | Moto Guzzi | 2     |
| 1953   | 350 cm³ | 2.          | Moto Guzzi | 2     |
| 1954   | 350 cm³ | 5.          | Moto Guzzi | 0     |
| 1955   | 250 cm³ | 12.         | Moto Guzzi | 0     |
| 1955   | 350 cm³ | 12.         | Moto Guzzi | 0     |
| 1956   | 250 cm³ | 3.          | Moto Guzzi | 0     |
| 1957   | 250 cm³ | 9.          | Moto Guzzi | 0     |